# BET Award para Melhor Artista Feminina de R&B/Pop
O BET Award para Melhor Artista Feminina de R&B/Pop (do original em inglês, BET Award for Best Female R&B/Pop Artist) é uma das atuais categorias do BET Awards, premiação estabelecida em 2001 para reconhecer destaques do mercado fonográfico e de entretenimento afro-americano. Esta categoria foi iniciada junto com a premiação em 2001 e destina-se a reconhecer performances de artistas musicais afro-americanas do sexo feminino que obtiveram destaque durante o ano anterior à cada edição específica. 
Apesar de a categoria não contemplar algum trabalho musical em específico e sim a contribuição geral da artista indicada, somente artistas que tenham lançado um álbum comercial no ano anterior à premiação são indicadas. 
A cantora e compositora Mary J. Blige foi a primeira vencedora desta categoria, em 2001, sendo novamente indicada em outras 10 ocasiões. Nas duas edições seguintes, India.Arie foi vencedora da categoria, sendo indicada novamente em 2006. Vencedora pela primeira vez na edição de 2004, Beyoncé é a artista com maior quantidade de prêmios e indicações da categoria, totalizando 10 vitórias de 16 indicações. Rihanna possui 10 indicações, tendo sido premiada em 2011 e 2013. Em 2020, a cantora Lizzo venceu a categoria, quebrando a sequência de seis vitórias consecutivas de Beyoncé. Desde então, o prêmio foi vencido sucessivamente por H.E.R. e Jazmine Sullivan em 2021 e 2022, respectivamente.

## Vencedoras e indicadas

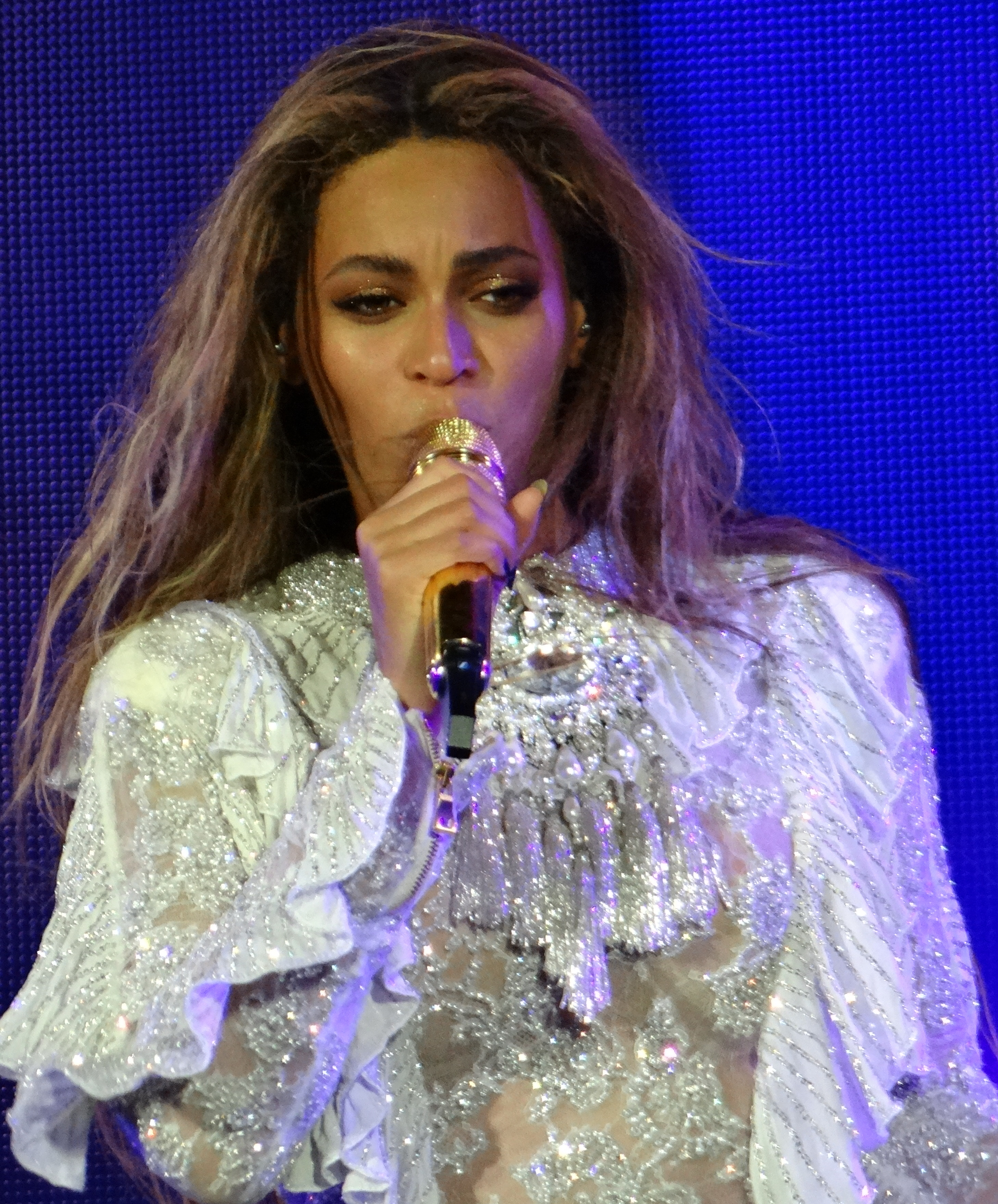
Beyoncé é a maior vencedora da categoria, com 10 vitórias.

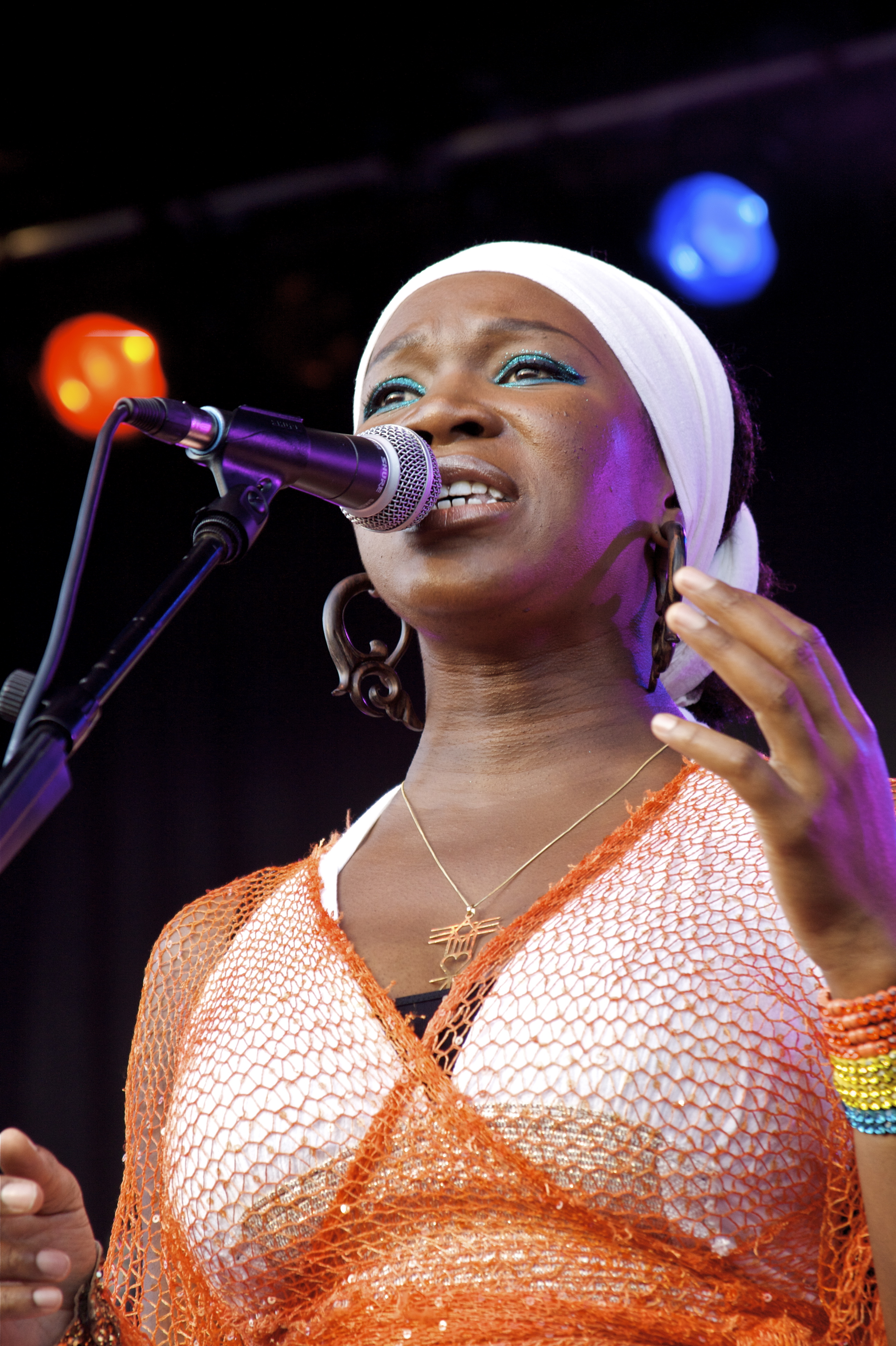
India.Arie, vencedora em 2002 e 2003.

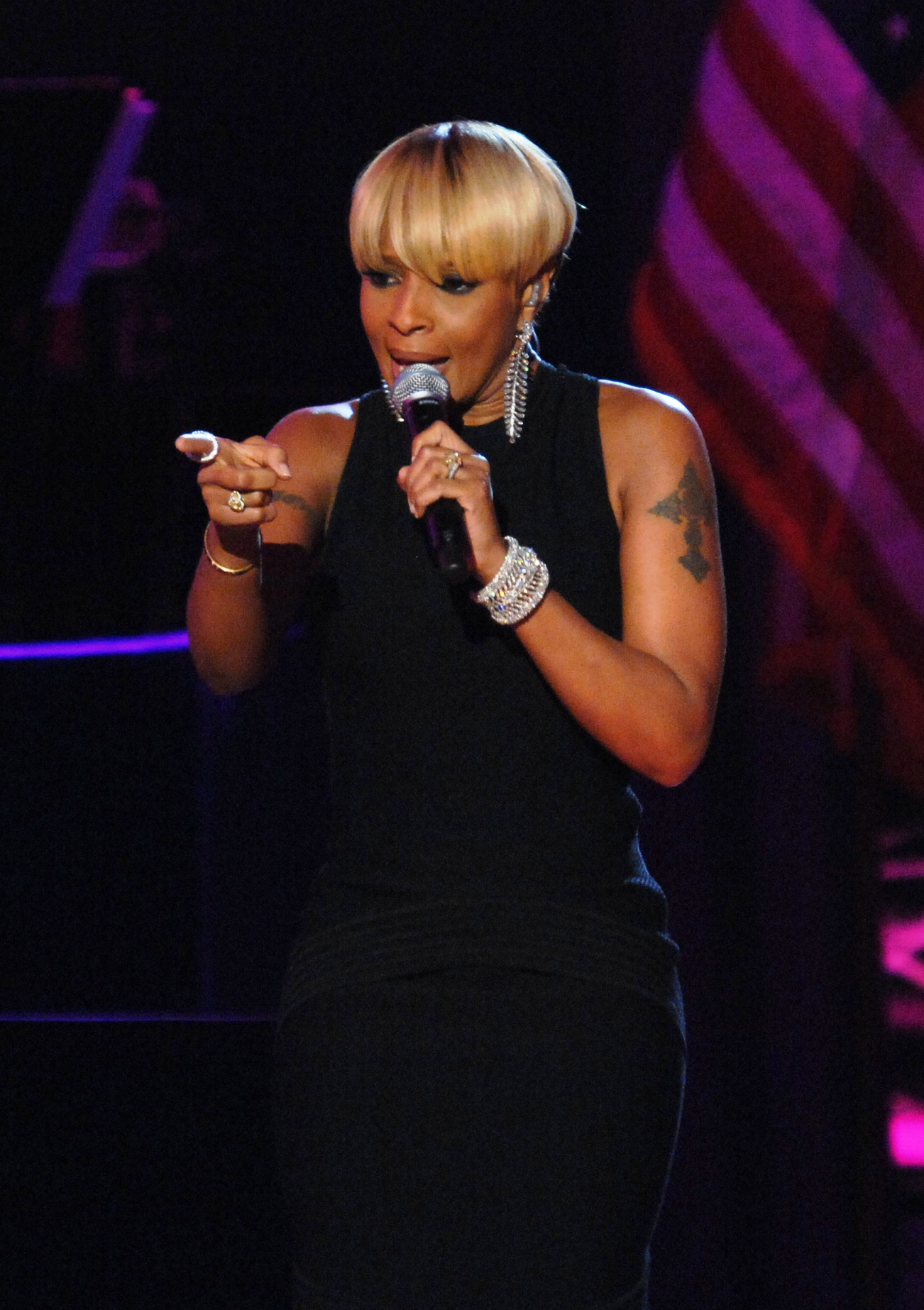
Mary J. Blige, vencedora em 2001 e 2006.

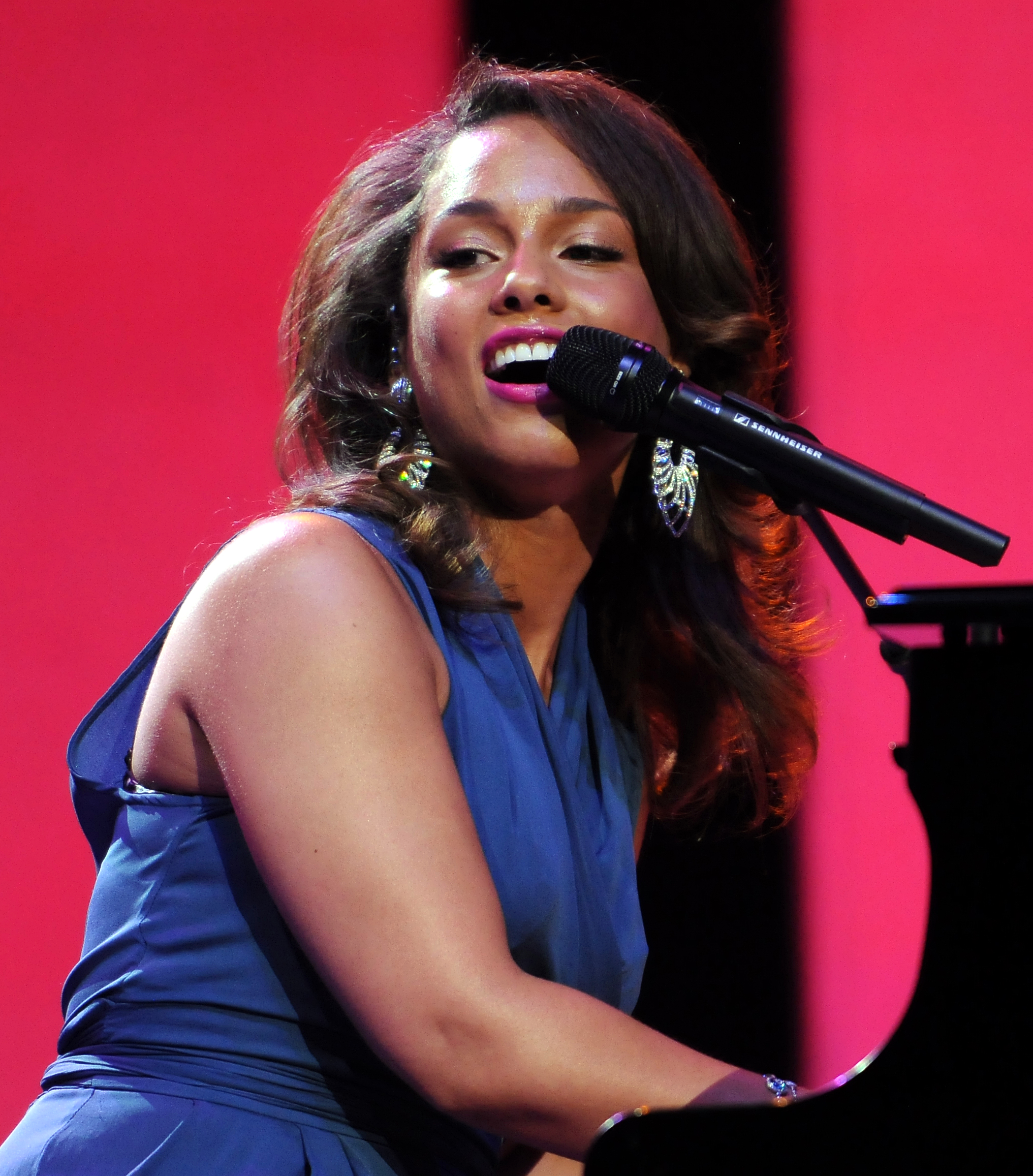
Alicia Keys, vencedora em 2005, 2008 e 2010.

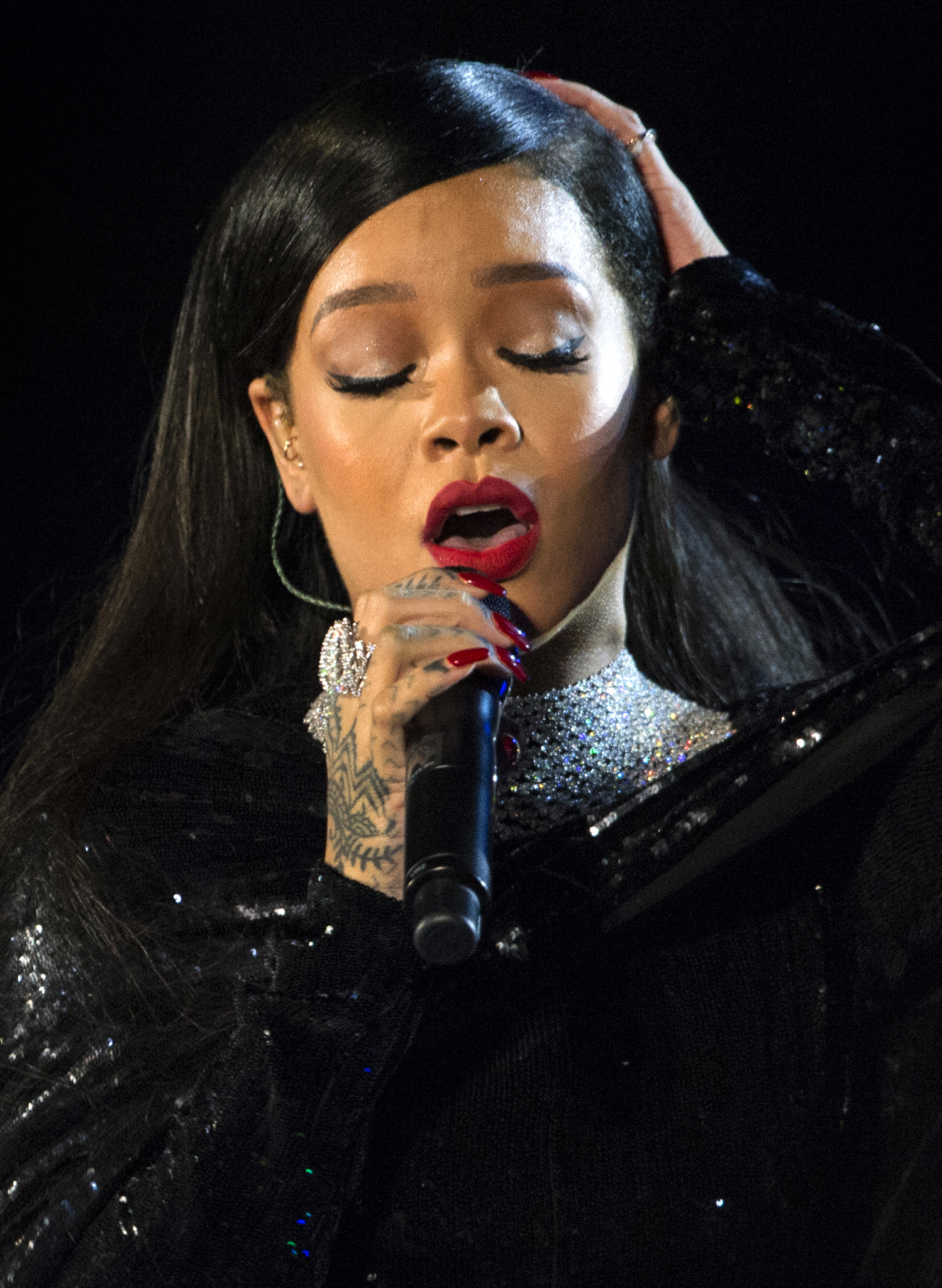
Rihanna possui 10 indicações e 2 vitórias na categoria.

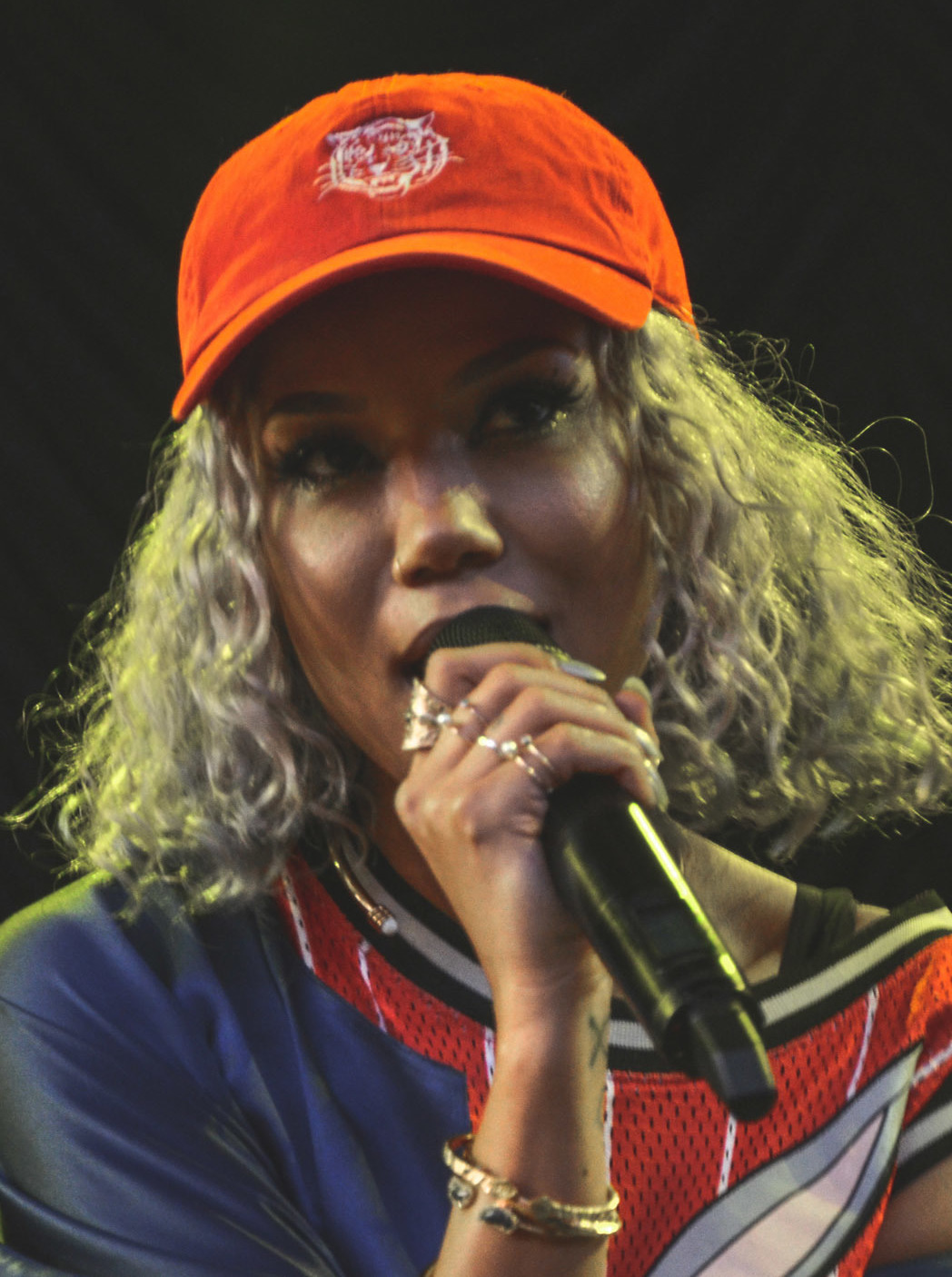
Jhené Aiko possui 4 indicações sem nenhuma vitória.

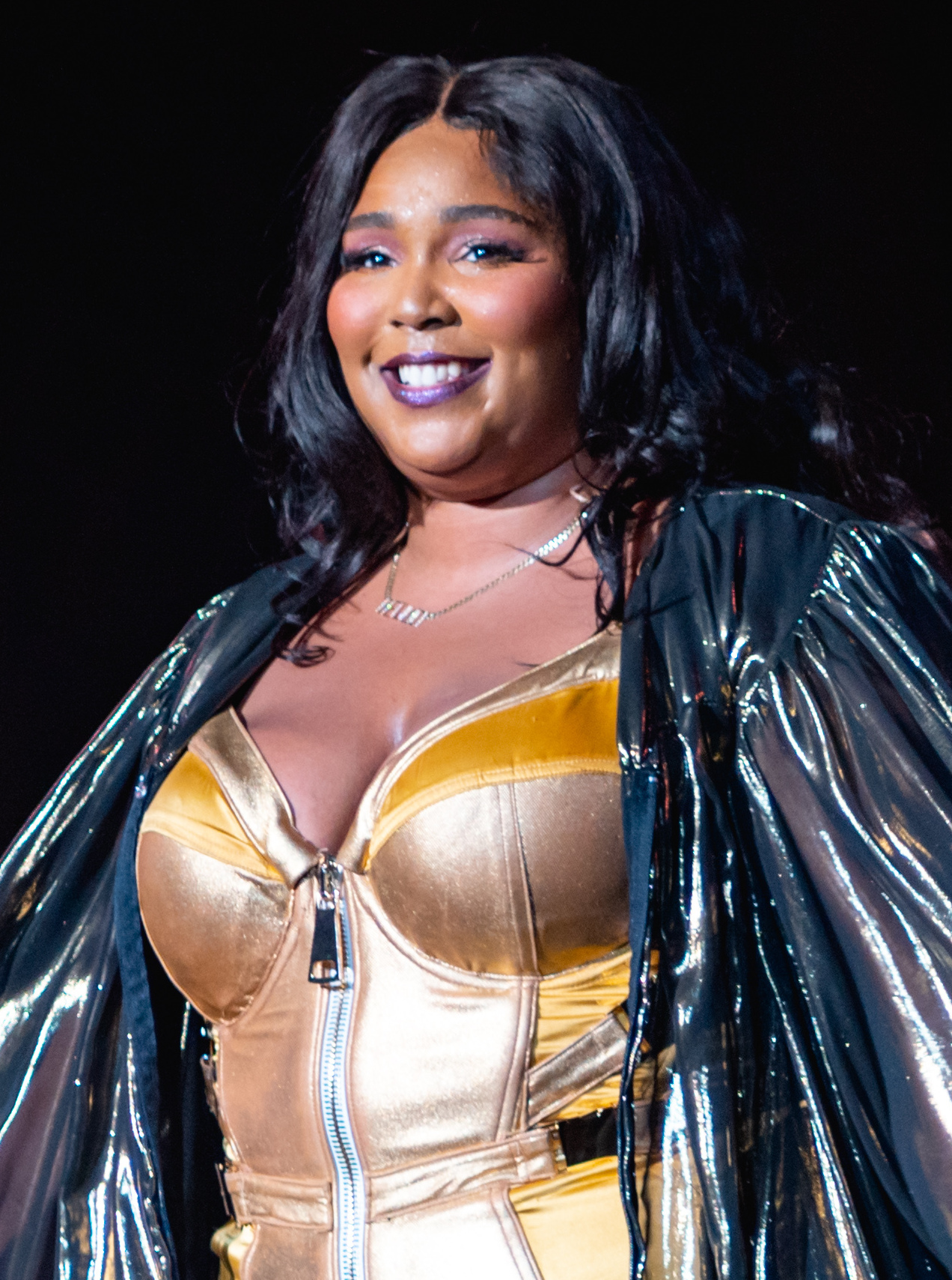
Lizzo quebrou a sequência de 6 vitórias de Beyoncé em 2020.

| Ano  | Vencedora        | Indicada(s)                                                                     | Ref.  |
| ---- | ---------------- | ------------------------------------------------------------------------------- | ----- |
| 2001 | Mary J. Blige    | - Aaliyah - Erykah Badu - Janet Jackson - Jill Scott                            |       |
| 2002 | India.Arie       | - Aaliyah - Mary J. Blige - Faith Evans - Alicia Keys                           |       |
| 2003 | India.Arie       | - Amerie - Erykah Badu - Vivian Green - Heather Headley                         |       |
| 2004 | Beyoncé          | - Mary J. Blige - Janet Jackson - Alicia Keys - Monica                          |       |
| 2005 | Alicia Keys      | - Amerie - Mariah Carey - Ciara - Fantasia - Jill Scott                         |       |
| 2006 | Mary J. Blige    | - India Arie - Beyoncé - Mariah Carey - Keyshia Cole                            |       |
| 2007 | Beyoncé          | - Corinne Bailey Rae - Mary J. Blige - Ciara - Jennifer Hudson                  |       |
| 2008 | Alicia Keys      | - Mary J. Blige - Mariah Carey - Keyshia Cole - Rihanna                         |       |
| 2009 | Beyoncé          | - Keyshia Cole - Keri Hilson - Jennifer Hudson - Jazmine Sullivan               |       |
| 2010 | Alicia Keys      | - Beyoncé - Mary J. Blige - Melanie Fiona - Rihanna                             |       |
| 2011 | Rihanna          | - Marsha Ambrosius - Beyoncé - Keri Hilson - Jennifer Hudson                    |       |
| 2012 | Beyoncé          | - Marsha Ambrosius - Mary J. Blige - Melanie Fiona - Rihanna                    |       |
| 2013 | Rihanna          | - Beyoncé - Tamar Braxton - Alicia Keys - Elle Varner                           |       |
| 2014 | Beyoncé          | - Jhené Aiko - Tamar Braxton - K. Michelle - Janelle Monáe - Rihanna            |       |
| 2015 | Beyoncé          | - Jhené Aiko - Ciara - K. Michelle - Janelle Monáe - Rihanna                    |       |
| 2016 | Beyoncé          | - Adele - Andra Day - K. Michelle - Rihanna                                     |       |
| 2017 | Beyoncé          | - Mary J. Blige - Kehlani - Rihanna - Solange                                   |       |
| 2018 | Beyoncé          | - Kehlani - SZA - Rihanna - H.E.R.                                              |       |
| 2019 | Beyoncé          | - Ella Mai - H.E.R. - Solange - SZA - Teyana Taylor                             |       |
| 2020 | Lizzo            | - Beyoncé - H.E.R. - Jhené Aiko - Kehlani - Summer Walker                       | [ 4 ] |
| 2021 | H.E.R.           | - Beyoncé - Jazmine Sullivan - Jhené Aiko - Summer Walker - SZA                 | [ 7 ] |
| 2022 | Jazmine Sullivan | - Chloe Bailey - Doja Cat - H.E.R. - Ari Lennox - Mary J. Blige - Summer Walker | [ 8 ] |